# Journée noire pour chats
Pour plus de détails, voir Fiche technique et Distribution.
Journée noire pour chats (Bad Day at Cat Rock) est un cartoon de Tom et Jerry réalisé par Chuck Jones et Maurice Noble, produit par la Metro-Goldwyn-Mayer sorti en 1965.

## Musique
- Eugene Poddany